# Српски светионик
Удружење Српски светионик је нестраначко, непрофитабилно и невладино удружење које је основано 3. октобра 2015. године у београдском насељу Батајница, са циљем да развија националну свест грађана Србије и у дијаспори. Циљеви удружења су очување српског писма, говора, вере, традиције, наслеђа, ширења истине о страдању нашег народа, чување сећања на значајне историјске догађаје, славне претке.
Српски Светионик има своје представнике у Нишу, Руми, Опову, Чачку и Врању.
Удружење делује тако што организује разне маршеве, трибине, академије сећања, промоције књига, парастосе и сл. Више пута је било сарадње са Војском Републике Србије, свештенством СПЦ,  удружењима и организацијама који имају сличну област деловања. С времена на време удружење се придружује хуманитарним акцијама које организују проверене организације.

## Обележја
- Застава Српског светионика је на подлози црне боје где се налази четири оцила, али окренута једно ка другом. Усред заставе налази се светионик из кога излазе црвено-плаво-беле боје.
- Химна Српског светионика је песма "Востани Сербије", коју је 1804. године написао Доситеј Обрадовић, просветитељ.
- Крсна слава Српског светионика је Свети Стефан Дечански (Мрато)

## Деловање
Српски светионик делује кроз разне начине деловања, конкретним активностима, које су јавне и прилагођене већини грађана. На свим дешавањима Српског светионика забрањено је ношење политичких тј. страначких и навијачких обележја, као и конзумација алкохолних пића.

### Маршеви
Маршеви су пешачења која представљају спој физичке активности, историјских часова и дружења учесника, тако да могу да учествују и деца старија од 7 година, али уз присуство родитеља.
- Колубарски марш је манифестација која је покренута децембра 2014. године у славу војводе Живојина Мишића и јунака Колубарске битке који су дали огроман допринос у Првом светском рату за слободу нашег народа. Дужина маршруте је различита и варира од 20 до 30 км. Место одржавања је: Љиг, Лазаревац, Мионица...

- Чегарски марш је манифестација која је обновљена маја 2017. године у Нишу у славу војводе Стевана Синђелића и јунака Чегарске битке који су дали доприос у Првом устанку и борби против турских завојевача. Дужина маршруте је 12-15 км. Пешачи се од Трга Краља Милана до споменика на брду Чегар изнад Ниша.

- Београдски марш је манифестација која је покренута новембра 2016. године у славу војводе Петра Бојовића и ослободилаца Београда 1918. године, јер управо њихова жртва је довела до ослобађање Краљевине Србије и осталих територија под Аустроугарском где су живели Срби и други јужнославенски народи. Дужина маршруте је 22-25 км, а пешачи се од Споменика Незнаном јунаку на Авали до Новог гробља на Звездари.

- Кајмакчалану у походе је манифестација која је започета септембра 2016. године на стогодишњицу велике битке за ослобађање Кајмакчалана у Првом светском рату од немачких и бугарских снага. Манифестација се одржава у славу војника Дринске дивизије Војске Краљевине Србије, који су изгинули на капији слободе. Пешачи се са грчке стране укупно око 11 км, а коначни циљ је посета спомен-капели на самом врху Кајмакчалана и крипти која се налази у близини.

- Сретњски марш је манифестација која је покренута фебруара 2019. године у славу вожда Карађорђа и његових хајдука из Првог устанка који су покренули револуцију за ослобођење од Турака после вишевековног робства. Пешачи се од Орашца до Тополе у дужини 22 км.

Поред ових маршева чланови Српског светионика посећују: Сремски марш, Церски марш, Топлички марш, Мојковачки марш, Легетски марш, Поход на Мачков камен, Стазама Милунке Савић... итд.

### Академије
Академије могу бити свечане или меморијалне, где је циљ да се на један достојан начин поклони пажња јунацима или жртвама, а истовремено осветли пут генерацијама које долазе. Програм академије је увек сачињен од пригодних прича, песама, рецитација, беседа и сл...
- Од амбиса до тријумфа је академија која је одржана у београдском Дому Војске Србије 7. децембра 2017. године, у част војводе Живојина Мишића и јунака Колубарске битке, где је циљ био да се грађани престолнице Србије подсете на важност ове битке. Сала је била пуна, а учествовали програм су обогатили: Косовски Божури, Гледанице, Драгиша Симић, Милош Богдановић, Милосав Недић.

- Крајина живи је академија која је одржана 17. децембра 2018. године у београдској, а посвећена је проглашењу Устава РС Крајине, где је био циљ подсетити грађане престолнице на стварање најзападније српске државе. Учешће на овој академији узели су: историчар Лука Мркобрада, правник Саво Штрбац, ратни ветеран Душко Дејановић, КУД Петрова Гора Кордун, етно стваралац Никола Ђапић и др.

- Црвена линија је академија која је одржана 8. јуна 2019. године у београдском Храму Светог Архангела Гаврила на Топчидеру поводом двадесетогодишњице од завршетка жестоких борби на Косову и Метохији, где је циљ да се покаже поштовање јунацима који су гинули на граници са Републиком Албанијом 1998-1999, а исто тако и породицама чији су најмилији своје животе уградили у темељ наше слободе.

### Промоције књига
Промоције књига су организоване за ауторе који у својим књигама баштине патриотизам и духовност.
- Зов карауле је роман који је написао Ненад Милкић, а промоција је одржана у београдском Дому Војске Србије 8. јуна 2017. године. Сала је била пуна а поред аутора пристутнима су се обратили борци са прве линије: Ђура Елчић и Иван Дражић, затим Синди ћерка капетана Крунослава Иванковића, испред породица погинулих и на крају новинар Михаило Меденица. Вокални део су обогатили Ивана Жигон и Косовски Божури. Атмосфера је била пуна емоција у препуној сали.

- Порекло је збирка поезије коју је написао Милутин Попадић, а промоција је одржана у парохијском дому Храма Светог Саве на Врачару 17. јуна 2018. године, где су се поред аутора обратили: рецензент Никола Михаиловић, глумица Ана Читлучанин, новинар Славољуб Савић... док је за вокални део поверен певачкој групи Везак.

- Пламен косовске ноћи је збирка поезије коју је написала Даринка Заставниковић (р. Дракулић), а промоција је одржана 2. јула 2018. у парохијском дому Храма Светог Саве на Врачару где се поред ауторке обратила глумица Ружица Рутић са својом дечијом секцијом, етно вокалиста Алекса Недељковић, док је Певачка група Вез обогатила вокални део.

- Овејани Србин је ратни дневник Владимира Фијата, добровољца у редовима Војске Краљевине Србије у периоду Првог светског рата... који је публиковао Милован Лукић из Панчева. Промоција је одржана у београдском Храму Светог Архангела Гаврила на Топчидеру 20. фебруара 2019. године.

### Парастоси
Парастоси су црквени, православни обреди којима се служи помен за погинуле у ратовима или катастрофама кроз молитву.
Удружњење Српски светоник је до сада организовао један парастос, почевши од 2017. године, а то је за погинуле борце на граничним караулама (Кошаре, Ђеравица, Морина, Ђенерал Јанковић, Горожуп и друге...) према Републици Албанији.
Поред тога чланови Српског светионика често посећују парастосе које Удружење Суза из Београда организује у Цркви Светог Марка на Ташмајдану за погинуле и нестале у ратовима деведесетих година 20. века на простору бивше Југославије.
Неколико пута су чланови Српског светионика посећивали стратиште Јадовно на планини Велебит, где се одржавао парастос и полагање часног крста за убијене Србе у комплексу логора Јадовно-Госпић-Паг у лето 1941. године.
Редовно се одлази 8. августа на Топчодерско гробље где се одржава парастос за Рудолфа Арчибалда Рајса.
Исто тако у граду Нишу када се организују парастоси за жртве бомбардовања и НАТО агресије, чланови Српског светионика долазе и полажу венце на споменик.
Тиме се ствара култура сећања на наше жртве.

### Путовања
Српски светионик је више пута организовао путовања ван земље.
- Грчка од 2016. организује редовно путовање где се обилази: Солун, Крф, Кајмакчалан...
- Чешка где се обилази Терезин некадашњи аустроугарски затвор и гробље Јиндриховице недалеко Карлових Вари
- Словачка где се обилази војничко гробље Велики Међер.
- Македонија од 2016. године редовно се обилазе се историјски значајна места за Србе где спадају: Битољ, Зебрњак код Куманова, Удово и др.
- Босна и Херцеговина где се обилази Дракулић код Бањалуке, Стари Брод код Вишеграда, Пребиловци код Чапљине, војничко гробље "Мали Зејтинлик" на Сокоцу, споменик војницима и цивилима из Сарајева у Бијељини, градић Требиње са својим културно-историјским споменицима и старим православним црквама и манастирима.
- Хрватска, где се обилазе наши западни етнички крајеви: Јасеновац у Славонији; Глину на Банији; Кореницу, Плитвице, Смиљан и Велебит у Лици, далматинске православне манастире: Крка и Крупа.

### Хуманитарне акције
Хуманитарне активности нису у опису деловања Српског светионика, али су чланови више пута са пријатељским удружењима помагали (највише) наше сународнике на Косову и Метохији, као и породицу Марјан-Новаковић у банатском селу Баранда.

## Галерија
- Терезин
- Острво Крф
- Јиндриховице гробље
- Евзони Поликастро